# Afuera-Inseln
Die Afuera-Inseln (im Vereinigten Königreich Dodge Rocks, in Argentinien Islotes Afuerta, in Chile Islotes De Afuerta) sind eine Gruppe von drei kleinen Inseln nördlich der Challenger-Insel und unmittelbar gegenüber dem südlichen Zufahrtspunkt zur Hughes Bay vor der Westküste des westantarktischen Grahamlands.
Kartiert wurden sie durch den französischen Polarforscher Jean-Baptiste Charcot bei der Fünften Französischen Antarktisexpedition (1908–1910). Der Name der Inseln erscheint erstmals 1957 auf Kartenmaterial der argentinischen Regierung und wurde wahrscheinlich deskriptiv in Anlehnung ihrer Lage zur Hughes Bay verliehen; das spanische afuera bedeutet so viel wie „außerhalb“. Die britische Benennung ist gleichfalls deskriptiv (von englisch dodge ‚ausweichen, umfahren‘). 